# Xiao Jun
Xiao Jun (chinesisch 肖俊; * 31. August 1972) ist ein ehemaliger chinesischer Sportschütze.

## Erfolge
Xiao Jun nahm im Wettbewerb auf die Laufende Scheibe über 10 m an den Olympischen Spielen 1996 in Atlanta teil. Mit 577 Punkten zog er als Sechster der Qualifikation ins Finale ein, in dem er mit 102,8 das beste Ergebnis aller Finalstarter schoss. Dadurch verbesserte er sich auf den zweiten Rang und gewann daher hinter Yang Ling und vor Miroslav Januš die Silbermedaille. Bereits im Vorjahr war Xiao in Jakarta in dieser Disziplin Asienmeister geworden. Zweimal gewann Xiao einen Weltcup und sicherte sich auch 1993 beim Weltcup-Finale den Sieg.